# Науман, Брюс
Брюс Науман (англ. Bruce Nauman; род. 6 декабря 1941, Форт-Уэйн, Индиана) — американский современный художник и скульптор-концептуалист.

## Биография
Брюс Науман изучал искусство, а также физику и математику в Висконсинском университете в Мадисоне, с 1960 по 1964 годы. В 1964 году перешёл в Калифорнийский университет и оканчил его в 1966-м как магистр искусств. Затем преподавал в Институте искусств Сан-Франциско и сотрудничал с художником Уэйном Тибо. В конце 1960-х годов перешёл от живописи к скульптуре, киноискусству и перформансу. В то же время продолжал преподавательскую деятельность в различных университетах США. В 1989 году переехал в штат Нью-Мексико, где и по сегодняшний день живёт и работает.

## Творчество
Творчество Брюса Наумана бросает вызов традиционному представлению о том, что художник должен иметь один узнаваемый стиль. С середины 1960-х художник создал большое количество работ в разных медиа. Если что-то объединяет эти разные произведения, это убеждённость Наумана, что эстетический опыт важнее фактического значения объекта. Он создаёт ситуации, которые физически или интеллектуально дезориентируют зрителя.

### Ранние работы
В 1966 году, после окончания обучения, Науман задумался над сутью деятельности художника. Он пришёл к заключению, что раз он художник и находится в студии, то тогда всё, что он делает в студии, является искусством. Искусство с этой точки зрения стало в большей степени активностью, процессом, чем продуктом. Науман начал использовать собственное тело как материал. Решив включить элементы повседневной жизни в свои работы, Науман использовал собственное поведение как отправную точку для серии фильмов, снятых в 1967—1969 годах. Он записывал себя производящим простые повторяющиеся действия, посвящённые конкретной проблеме, обозначенной в названии фильма. Эти действия часто продолжались на протяжении одного часа — продолжительность видеокассеты. Намного позднее художник вернулся к этой теме в «Setting a Good Corner (Allegory and Metaphor)» (1999). Науман сделал запись повторяющихся прозаических действий из своей жизни на ранчо в Нью-Мексико. В 1968 году Науман создал свою первую серию голограмм, которые были спроецированы на стекло, и дал им название «Создание лиц». В данных сериях голограмм Науман вытягивал свое лицо до неестественных форм, доходящих до абсурда, вызывая противоречивые эмоции.
Одной из самых известных ранних работ Брюса Наумана является фотография «Self Portrait as a Fountain» («Автопортрет в виде фонтана»). Сделанный в 1966 году снимок не сохранился, Брюс Науман переснял его в 1970-м. Фотография демонстрирует художника, выплевывающего поток воды из рта. Насмешливый и непочтительный, Науман изучает идею искусства как средства коммуникации и роль художника как коммуникатора. В этой работе легко проследить связь с «Фонтаном» Марселя Дюшана.

### Неоновые надписи
На протяжении 1960-х Науман использовал неоновые надписи для демонстрации игры слов. «None Sing Neon Sign» является анаграммой, которая, как и другие работы из неона — «Raw War» и «Run from Fear/Fun from Rear», подчеркивает взаимосвязь между значением слова, его звучанием и внешним видом. Известная работа Наумана из этой серии — неоновая надпись The true artist helps the world by revealing mystic truths (Window or wall sign) была создана зимой 1966—1967 годов, когда художник организовал свою студию в заброшенном продуктовом магазине в Сан-Франциско. Работа была предназначена для большого окна и выглядела как неоновая реклама магазинов поблизости, хотя содержала другое сообщение: «The true artist helps the world by revealing mystic truths» («Настоящий художник помогает миру, раскрывая мистические истины»). После успеха первой выставки Наумана в Нью-Йорке в галерее Лео Кастелли в январе-феврале 1968 года, галерист предложил Науману сделать три экземпляра этой работы.
Другая известная работа Брюса Наумана — «Vices and Virtues» была разработана для Коллекции Стюарта в Сан-Диего в 1983 году и установлена в 1988-м вокруг верхней части Лаборатории структурных систем Пауэлла, недалеко от центра кампуса. На Венецианской биеннале в 2009 году была показана уменьшенная копия этой работы. Оригинальная неоновая надпись трансформировала классический архитектурный фриз в современный язык коммерческих знаков. Семь пороков чередуются с семью добродетелями, вспыхивая 14 разными цветами: FAITH/LUST, HOPE/ENVY, CHARITY/SLOTH, PRUDENCE/PRIDE, JUSTICE/AVARICE, TEMPERANCE/GLUTTONY и FORTITUDE/ANGER (ВЕРА/ПОХОТЬ, НАДЕЖДА/ЗАВИСТЬ, МИЛОСЕРДИЕ/ЛЕНОСТЬ, БЛАГОРАЗУМИЕ/ГОРДОСТЬ, СПРАВЕДЛИВОСТЬ/АЛЧНОСТЬ, УМЕРЕННОСТЬ/ЧРЕВОУГОДИЕ, МУЖЕСТВО/ГНЕВ).

### Пространства
В «Walk with Contrapposto» (1968), Науман снял себя в узком коридоре, который ограничивал его движения. Выставленный как самостоятельное произведение на следующий год, «Performance Corridor» (1969) стал первой из многих конструкций, которые художник использовал для воздействия на физические и эмоциональные реакции зрителя. На протяжении 1960-х и 1970-х годов Науман создал множество вызывающих клаустрофобию замкнутых пространств, призванных дезориентировать зрителя. В инсталляции «Changing Light Corridor with Rooms» (1971) длинный коридор погружен в темноту, в то время как две комнаты по обе стороны освещены лампами, которые вспыхивают с разной частотой. Длина и ширина коридора, наряду с прерывистостью света, направляют движение зрителей. Некоторые работы, как «Nick Wilder corridor» (1970), включали камеры наблюдения и зацикленные видео системы, которые функционировали как электронное зеркало. «Corridor Installation (Nick Wilder Installation)» (1971) состоит из недоступной комнаты и шести коридоров, в три из которых можно войти. Передвигаясь по этому пространству, можно обнаружить серию телевизионных мониторов, которые воспроизводят изображение с камер наблюдения. Расположение камер таково, что информация на мониторах противоречит реальному опыту зрителя, вызывая чувство изоляции и замешательства. Некоторые из конструкций Наумана требуют больше ментальной, чем физической силы. В «Corridor with Mirror» и «White Lights» (1971) проход слишком узок. Зритель может смотреть в яркое бесконечное пространство и представлять, каково было бы попасть вовнутрь. Схожая проблема поставлена для аудитории в «Three Dead End Adjacent Tunnels, Not Connected» (1981). Три туннеля расположены, образуя треугольник, форму без начала и конца.

### Скульптура

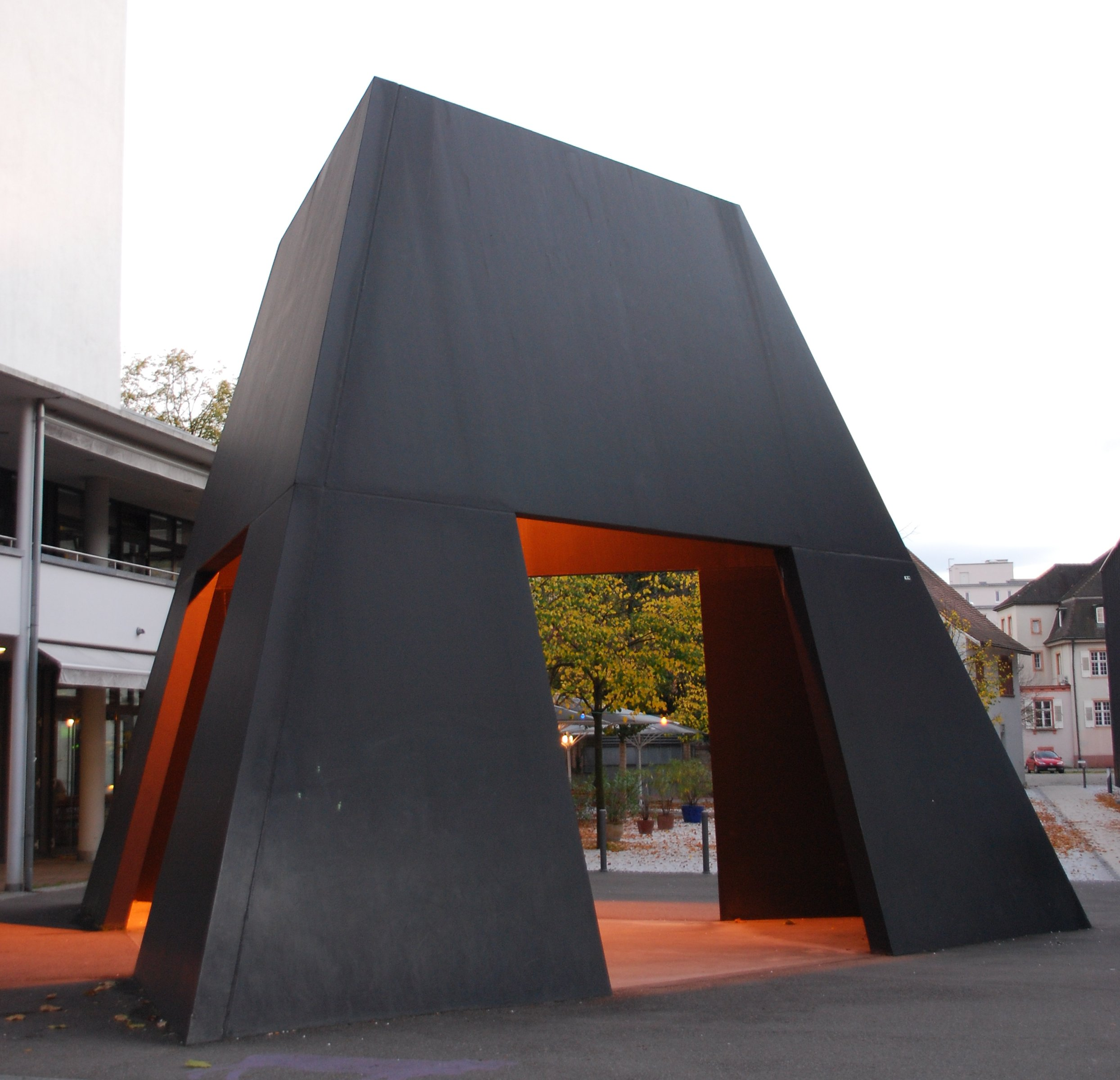
«Усечённое пирамидальное помещение» (1982/1998) в Лёррахе, Германия

В конце 1980-х Науман начал использовать слепки с чучел для целого ряда скульптур. Для работы «Untitled (Two Wolves, Two Deer)» (1989) использованы четыре подобные формы. Науман меняет знакомые формы животных путём перемещения голов и конечностей без связи с анатомической логикой. Ужасные существа похожи на результат пугающих генетических экспериментов. В это же время Науман также начал отливать человеческие головы. Сохранение следов рабочего процесса всегда было важно для художника в качестве средства выявления природы создания произведения. Во время снятия слепков модели Наумана дышали через трубку. Это упоминается в нескольких названиях и иногда остаётся видимым на законченных работах. Науман развил эту идею в «Three Heads Fountain (Juliet, Andrew, Rinde)» (2005). Вода закачивается в каждую голову и разбрызгивается через отверстия на лице. Свисающие с потолка как мобили (англ.), скульптуры в виде голов и животных одновременно игривы и ужасны: уловка художника, вызывающая противоречивую реакцию зрителей.

### Звук
Брюс Науман создал ряд работ, которые можно назвать эфемерными. Произведения, которые фактически сводятся к одному звуку. Одной из самых ранних работ такого рода является инсталляция «Get Out of My Mind, Get Out of This Room» (1968), существующая в виде звука в пустой комнате. Художник записал себя, повторяющим название работы («Убирайся из моего разума, убирайся из этой комнаты»). Науман считает язык мощным инструментом, который может быть использован для контроля. Произведение одновременно привлекает и отталкивает публику, смущая противоречивостью ситуации. Зрители попадают в выставочное пространство, которое им тут же предлагают покинуть. Такого рода информационный конфликт можно найти во многих работах художника.
Интерес Наумана к лексической системе перекликается с пьесами Сэмюэля Беккета и философией Людвига Витгенштейна. Для выставки «Raw Materials» в Tate Modern Науман соединил 22 записи текстов из разных работ, созданных за 40 лет карьеры, в инсталляции для Турбинного зала. Идя через него, посетители выставки слышали голоса, говорящие с ними или с самими собой в разных манерах. Были тексты вроде фразы «OK OK OK», которую сам Науман повторяет до тех пор, пока фраза не превращается во что-то другое. Более длинные произведения вроде «False Silence» или «Consummate Mask of Rock», которые являются описанием психологических состояний, находящимися в противоречии со спокойными интонациями голоса диктора.

### Павильон США на Венецианской биеннале
В 2009 году Золотой лев 53-й Венецианской биеннале за лучший национальный павильон был вручен павильону США (впервые с 1990 года), в котором были представлены работы Брюса Наумана. «Topological Gardens» представляет собой обзор четырёх десятилетий инновационного и провокационного творчества художника. Выставка была представлена на трёх выставочных площадках в Венеции: павильоне США в садах Джардини, университетах Венеции IUAV (англ.) в Толентини и Ка-Фоскари. Экспозиция построена вокруг понятия топологии в области математики, которая изучает непрерывность пространства в меняющихся условиях. Было представлено более 30 работ из публичных и личных коллекций США и Европы, некоторые из которых художник адаптировал и переделал специально для Венеции. Экспозиция также включает две новые звуковые работы, «Days» и «Giorni», созданные в сотрудничестве со студентами двух университетов.
Лично для Брюса Наумана это уже второй Золотой лев — первого он получил на 48-й Венецианской биеннале в 1999 за вклад в искусство.

## Персональные выставки
| - 2009 Павильон США на 53-й Венецианской биеннале, Венеция, Италия - 2009 Artist rooms, Tramway, Глазго - 2009 Dead Shot Dan, Музей современного искусства, Сент-Луис - 2009 Diamond Mind Circle of Tears Fallen All Around Me, Peter Freeman, Нью-Йорк - 2008 Fingers and holes, Meessen De Clercq, Брюссель - 2008 Elusive Signs, Museum of Contemporary Art San Diego, Ла Джолла - 2008 FONTE DE CEM PEIXES, 2005, Museu Serralves, Museu de Arte Contemporânea, Порту - 2008 Drawings for Installations, Sperone Westwater Gallery, Нью-Йорк - 2007 A Rose has no Teeth, The Menil Collection, Хьюстон - 2007 A Rose Has No Teeth, The Menil Collection, Хьюстон - 2007 one hundred fish fountain, Kestner Gesellschaft, Ганновер - 2007 Elusive Signs, Музей Энди Уорхола, Питсбург - 2007 Музей современного искусства, Монреаль - 2007 Fokus, Museum für Gegenwartskunst, Emanuel Hoffmann-Stiftung, Базель - 2007 Elusive Signs, Henry Art Gallery, Сиэтл - 2007 A Rose Has No Teeth, Berkeley Art Museum and Pacific Film Archive BAM/PFA, Беркли - 2006 Elusive Signs, Museum of Contemporary Art, Майами - 2006 Museo D’Arte Contemporanea Donna Regina, Неаполь - 2006 Mental Exercises, NRW-Forum Kultur und Wirtschaft, Дюссельдорф | - 2006 Tate Liverpool, Ливерпуль - 2006 Bruce Nauman’s Works with Light, Indianapolis Museum of Art, Индианаполис - 2006 Elusive Signs, Milwaukee Art Museum, Милуоки - 2005 Samuel Vanhoegaerden Gallery, Knokke-Heist - 2005 Druckgrafik aus öffentlichen Schweizer Sammlungen, Bündner Kunstmuseum Chur, Chur - 2005 Pay Attention, Scottsdale Museum of Contemporary Art, Скоттсдейл - 2005 Mapping The Studio, NGV National Gallery of Victoria, Мельбурн - 2005 Galerie Lelong, Париж - 2004 The Unilever Series: Bruce Nauman, Лондон - 2004 PKM GALLERY, Сеул - 2003 Theaters of Experience — Deutsche Guggenheim, Берлин - 2003 Obra Gráfica, La Caja Negra, Мадрид - 2003 Ars moriendi * Ars vivendi, Stedelijk Museum voor Actuele Kunst, Гент - 2003 Mapping the Studio I, Музей Людвига, Кёльн - 2002 Mapping the Studio, Museum für Gegenwartskunst, Emanuel Hoffmann-Stiftung, Базель - 2002 Laboratorio Arte Alameda, Мехико - 2002 NEONS SCULPTURES DRAWINGS, Van de Weghe Fine Art, Нью-Йорк - 2002 Neons Sculptures Drawings, Van de Weghe Fine Art, Нью-Йорк - 2002 NEW VIDEO WORKS, Konrad Fischer Galerie, Дюссельдорф | - 2002 Mapping The Studio II (Fat Chance John Cage), Sperone Westwater Gallery, Нью-Йорк - 2002 Mapping the Studio II with color shift, flip, flop, & flip/flop, Sperone Westwater Gallery, Нью-Йорк - 2002 Mapping the Studio I (Fat Chance John Cage), Dia Art Foundation: Chelsea, Нью-Йорк - 2001 Four Works, Денверский художественный музей, Денвер - 2001 selected works, Zwirner & Wirth, Нью-Йорк - 2000 Early film and videoworks — Stedelijk Van Abbemuseum, Эйндховен - 1999 Zentrum für Kunst und Medientechnologie Karlsruhe, Карлсруэ - 1999 Donald Young Gallery, Чикаго - 1998 Versuchsanordnungen, Werke 1965—1994, Hamburger Kunsthalle, Гамбург - 1997 Image — Text, Kunstmuseum Wolfsburg, Вольфсбург - 1996 World Peace, Sperone Westwater Gallery, Нью-Йорк - 1996 Magasin 3 Stockholm Konsthall, Стокгольм - 1995 MoMA — Museum of Modern Art, Нью-Йорк - 1991 Portikus, Франкфурт - 1991 Städel Museum, Франкфурт - 1990 Shadow Puppets and Instructed Mime, Sperone Westwater Gallery, Нью-Йорк - 1988 Galerie Micheline Szwajcer, Антверпен - 1987 Drawings 1965—1986, Contemporary Arts Museum Houston, Хьюстон - 1987 Whitechapel Art Gallery, Лондон - 1973 Werke von 1965 bis 1972, Kunsthalle Düsseldorf, Дюссельдорф |

## Публичные коллекции
| - Queensland Art Gallery, Gallery of Modern Art, Брисбен - Generali Foundation, Вена - MuHKA Museum voor Hedendaagse Kunst Antwerpen, Антверпен - Vanhaerents Art Collection, Брюссель - Stedelijk Museum voor Actuele Kunst, Гент - Simon Fraser University Art Gallery, Бернаби - Musée d´art contemporain de Montréal, Монреаль - National Gallery of Canada, Национальная галерея Канады, Оттава - Kiasma, Museum of Contemporary Art, Хельсинки - Musée d’art contemporain, Бордо - Nord-Pas de Calais, Дюнкерк - Musée d’Art Moderne et Contemporain, Страсбург - ALTANA Kulturstiftung im Sinclair-Haus, Бад Хомбург - Sammlung Hoffmann, Берлин - Museum Ludwig, Кёльн - Julia Stoschek Collection, Дюссельдорф - Sammlung Alison & Peter W. Klein, Eberdingen-Nussdorf - Museum für Moderne Kunst (MMK), Франкфурт - Städel Museum, Франкфурт - Hamburger Kunsthalle, Гамбург - Sprengel Museum Hannover, Ганновер - Zentrum für Kunst und Medientechnologie Karlsruhe, Карлсруэ - Кунстхалле Киля, Университет Христиана-Альбрехта, Киль - Museum Brandhorst, Мюнхен - Pinakothek der Moderne, Мюнхен - Städtisches Museum Abteiberg, Менхенгладбах - Staatsgalerie Stuttgart, Штутгарт | - Kunstmuseum Wolfsburg, Вольфсбург - National Museum of Contemporary Art, Афины - Museo D’Arte Contemporanea Donna Regina, Неаполь - Museo d’Arte Moderna e Contemporanea di Trento e Rovereto, Роверето - Museo d´arte contemporanea Castello di Rivoli, Турин - Galleria Civica d´Arte Moderna e Contemporanea, Турин - Mie Prefectural Art Museum, Цу - Kunstmuseum Liechtenstein, Вадуц - Musée d’Art Moderne Grand-Duc Jean, Люксембург - Stedelijk Museum Amsterdam, Амстердам - Bonnefanten Museum, Маастрихт - Kröller-Müller museum, Otterlo - Astrup Fearnley Museet for Moderne Kunst, Осло - Berardo Museum, Collection of Modern and Contemporary Art, Лиссабон - Museu Serralves, Museu de Arte Contemporânea, Порту - Cal Cego, Colleccion de Arte Contemporaneo, Барселона - Museu d´Art Contemporani de Barcelona, Барселона - Museo Nacional Centro de Arte Reina Sofía MNCARS, Мадрид - Centro Andaluz de Arte Contemporáneo (CAAC), Севилья - Magasin 3 Stockholm Konsthall, Стокгольм - Moderna Museet, Стокгольм - Kunstmuseum Basel, Базель - Музей Современного Искусства, Фонд Эмануэля Гоффмана, Базель - Schaulager, Münchenstein / Базель - Hallen für neue Kunst, Шафхаузен - Fotomuseum Winterthur, Винтертур - Национальная галерея Шотландии, Эдинбург - Национальная галерея Австралии, Канберра | - Daros Exhibitions, Цюрих - Kunsthaus Zürich, Цюрих - Migros Museum für Gegenwartskunst, Цюрих - Tate Britain, Лондон - Tate Modern, Лондон - Университет Массачусетса, Центр изобразительных искусств, Амхерст - The Baltimore Museum of Art, Балтимор - Dia: Beacon, Beacon - Fogg Art Museum, Кэмбридж - MIT List Visual Arts Center, Кэмбридж - The Art Institute of Chicago, Чикаго - Museum of Contemporary Art Chicago, Чикаго - The Richard L. Nelson Gallery & The Fine Arts Collection, Дэвис, Калифорния - Des Moines Art Center, Des Moines - Nora Eccles Harrison Museum of Art, East Logan - The Modern Art Museum of Fort Worth, Форт-Уорт - Kemper Museum of Contemporary Art, Канзас-Сити - Laguna Art Museum, Лагуна-Бич - Los Angeles County Museum of Art, Лос-Анджелес - Walker Art Center, Миннеаполис - Dia Art Foundation: Chelsea, Нью-Йорк - Музей Гуггенхайма, Нью-Йорк - Музей современного искусства, Нью-Йорк - Whitney Museum of American Art, Нью-Йорк - Saint Louis Art Museum, Сент-Луис - Utah Museum of Fine Arts, Солт-Лейк-Сити - San Francisco Museum of Modern Art, Сан-Франциско - New Mexico Museum of Fine Arts, Санта-Фе - Hirshhorn Museum and Sculpture Garden (недоступная ссылка), Вашингтон |